# Plecia lindneri
Plecia lindneri är en tvåvingeart som beskrevs av Edwards 1931. Plecia lindneri ingår i släktet Plecia och familjen hårmyggor. Inga underarter finns listade i Catalogue of Life.